# Amando de Miguel Rodríguez
Amando de Miguel Rodríguez (Pereruela, 20 de gener de 1937 - Madrid, 3 de setembre de 2023) fou un sociòleg espanyol. Col·laborà habitualment en l'emissora de ràdio Cadena COPE, el periòdic La Razón i el periòdic digital Libertad Digital, entre altres mitjans.

## Biografia
Esdevingué catedràtic emèrit de Sociologia de la Universitat Complutense de Madrid, càrrec que anteriorment ocupà a les de València i Barcelona, on col·laborà a la revista El Viejo Topo i fou un dels signants del Manifest dels 2.300 l'any 1981. Després de l'atemptat de Terra Lliure contra Federico Jiménez Losantos, un altre dels signants del manifest, es desplaçà a la Universitat de Colúmbia, on cursà un postgrau. També exercí de professor visitant a les universitats de Yale i Florida i El Colegio de México. Fou director d'estudis de Tábula-V, un institut d'opinió pública que, entre altres treballs, elaborà una sèrie d'informes anuals sobre la societat espanyola, l'últim, de 1996-1997. A tall individual publicà més de vuitanta llibres i milers d'articles.
Col·laborà habitualment en mitjans de comunicació amb una particular fascinació pel llenguatge, tal com es percep de diverses de les seves obres i articles periodístics. Fou guardonat amb els premis d'assaig: Espasa (1988), Jovellanos (2001), Miguel Espinosa (2003) i Premi de Contes Cafè "El Pícaro" (Toledo, 2004).
Des de 2004 fou membre del Consell Econòmic i Social de la Comunitat de Madrid. Un any més tard sol·licitaren el seu cessament, que finalment no es produí, quan li preguntà a l'aleshores secretària general de Polítiques d'Igualtat del Ministeri de Treball i Afers Socials espanyol, Soledad Murillo, durant la presentació del projecte de llei contra la violència de gènere si tenia clítoris.
Formà part del patronat d'honor de la Fundació per a la Defensa de la Nació Espanyola (DENAES).

## Obra
- Carta abierta a una universitaria (Ediciones 99, 1973).
- Manual de Estructura Social de España (Tecnos, 1974).
- Sociología o Subversión (Plaza & Janés, 1974).
- Sexo, mujer y natalidad en España (Cuadernos para el diálogo, 1974).
- Sociología del franquismo (Euros, 1975).
- Desde la España predemocrática (Ediciones Paulinas, 1976).
- La España de nuestros abuelos (1995).
- Con sentido común (1996).
- Manual del perfecto sociólogo (1996).
- Autobiografía de los españoles (1997).
- El impacto de la telefonía móvil en la sociedad española (1997).
- ABC de la opinión española, (1997).
- La sociedad española 1996-97 (1997).
- Opinión pública y nivel de vida (1998).
- El final de un siglo de pesimismo 1898-1998, (1998).
- El Sexo de nuestros abuelos, (1998).
- Los españoles y los libros, (1998).
- La movilidad urbana y los vehículos de dos ruedas, (1998).
- Los madrileños y el consumo, (1998).
- El libro de las preguntas (1999).
- Los madrileños y su ciudad (1999).
- Los derechos del consumidor en el municipio de Madrid(1999).
- Estudio Sociológico SANOFI: Mujeres e hipertensión (1999).
- Los peatones y el tráfico urbano (2000).
- La vida cotidiana de los españoles en el siglo XX (2001).
- El espíritu de Sancho Panza. El carácter español a través de los refranes (2000).
- Saber beber, saber vivir (2002).
- El idioma español (2002).
- El final del franquismo: testimonio personal (2003).
- Las ideas económicas de los intelectuales españoles (2003).
- Sancho Panza lee El Quijote (2004).
- La mentalidad de los españoles a comienzos del siglo XXI (2004).
- Sobre gustos y sabores: los españoles y la comida (2004).
- Servir al rey: recuerdo de la mili: 1938-2001 (2005).
- Secuestro prolongado (2005).
- El arte de envejecer (2005).
- La lengua viva (2005).
- Sociología del Quijote (2005).
- Nuestro mundo no es de este reino (2005).
- Entre los dos siglos (2005).
- Los españoles y la religión (2005).
- Hacían una pareja estupeda... (2006).
- Escritos contra corriente (2006).
- Se habla español (2009).
- La magia de las palabras (2009).
- Memorias y desahogos (2010).
- Historia de una mujer inquieta (2011).
- Judíos en la ciudad de los Ángeles (2011).